# Negin Khpalwak
Negin Khpalwak   (província de Kunar, 1997) és una directora d'orquestra que dirigeix "Zohra", la primera orquestra femenina de l'Institut Nacional de la Música de l'Afganistan. El mes de febrer de 2017, l'orquestra va tocar en el Fòrum Econòmic Mundial de Davos, Suïssa.

## Primers anys
Nascuda a Kunar, una província de l'Afganistan nord-oriental, des de ben petita va mostrar una forta passió per la música. Tanmateix, durant el règim talibà de l'Afganistan estava prohibit tocar música i, tot i que el règim va caure més tard, la població segueix va continuar sent conservadora amb el tema de la música, especialment amb les dones músiques.
Com que Khpalwak formava part d'una família Pashtun, mai va poder compartir la seva passió amb la família. Els seus primers passos amb la música els va fer en secret fins que finalment ho va revelar al seu pare que, contràriament a altres membres de la família, s'hi va mostrar a favor.
Khpalwak va ser enviada a un orfenat de Kabul on va poder començar els estudis als 9 anys fins que, als 13, va ser seleccionada per cursar música a l'Institut Nacional de Música afganès. L'Institut va obrir el 2010 amb 141 estudiants entre els quals hi havia 41 noies. La meitat dels estudiants són nens de carrer o orfes.

## Carrera professional
Des de Kabul Negin Khpawal dirigeix una orquestra de dones afganeses anomenada "Zohra", la primera orquestra femenina del país. L'orquestra és membre de l'Institut Nacional de Música de l'Afganistan (ANIM) i la integren tan instruments occidentals com afganesos.
El mes febrer de 2017 van actuar al Fòrum Econòmic Mundial de Davos, abans de començar una gira per Suïssa i Alemanya.
Exposada a amenaces, pressions i intimidacions per part de la seva família i persones de la seva ciutat, quan Khpawal va sortir a la llum públicament no es va deixar trepitjar i va arribar a convertir-se en la primera dona directora d'orquestra afganesa. En una entrevista a Women and Girls del mitjà News Deeply, Khpawal va emfatitzar que li agradaria estudiar música a l'estranger i tornar a l'Afganistan per crear noves orquestres.